# بانک تعاونی تایوان
بانک تعاونی تایوان (انگلیسی: Taiwan Cooperative Bank) شرکت خدمات مالی و بانکداری تایوانی است، که در سال ۱۹۴۴ تأسیس شد.